# 99 Homes
99 Homes è un film del 2014 scritto e diretto da Ramin Bahrani.

## Trama
Il giovane Dennis Nash è un padre di famiglia "single" che cerca a ogni costo di riprendersi la casa dalla quale è stato sfrattato, insieme con la sua famiglia. Per riuscirci incomincia a lavorare per Rick Carver, proprio l'agente immobiliare che lo ha sfrattato, e la cosa è causa per Nash di un forte stress psicologico.

## Distribuzione
Il film è stato proiettato per la prima volta il 29 agosto 2014 durante la 71ª Mostra internazionale d'arte cinematografica di Venezia, mentre negli USA è stato proiettato in prima assoluta il 30 agosto dello stesso anno al Telluride Film Festival.
La Lucky Red ha confermato che verrà realizzata anche l'edizione home video senza passare dalle sale cinematografiche.

## Riconoscimenti
- 2016 - Golden Globe
  - Candidatura per il migliore attore non protagonista a Michael Shannon
- 2016 - Screen Actors Guild Awards
  - Candidatura per il Miglior attore non protagonista a Michael Shannon
- 2015 - Independent Spirit Awards
  - Candidatura per il miglior attore non protagonista a Michael Shannon
- 2015 - Gotham Awards[3]
  - Candidatura per il Miglior attore a Michael Shannon